# Gyalogáldozat (film, 2014)
A Gyalogáldozat (eredeti cím: Pawn Sacrifice) 2014-ben bemutatott filmdráma Edward Zwick rendezésében. A film Bobby Fischer életét követi nyomon, gyermekkorától kezdve a híres reykjavíki mérkőzésig, ahol legyőzte az akkori világbajnok Borisz Szpasszkijt, amellyel megszakította az oroszok uralkodását a sakkban. Ezt a meccset utólag az évszázad mérkőzésének nevezték el. A filmben Bobby Fischert Tobey Maguire alakítja, Borisz Szpasszkijt pedig Liev Schreiber. A film zenéjét James Newton Howard szerezte. Zwick és Maguire a film produceri munkálataiban is részt vett. A film költségvetése 19 millió $ volt.

## Cselekmény
Bobby Fischer hamar a sakk felé orientálódott, aminek meg is lett az eredménye, sorban nyerte a mérkőzéseket. Aztán eljutott a sportág legnagyobb megmérettetéséig, a világbajnokságig, de ott nem érezte jól magát, mert az akkori egyeduralkodó oroszok úgy alakították a mérkőzéseket, hogy ők nyerjenek. Az esemény után pedig élesen bírálta az oroszokat, és csalónak nevezte őket, majd kijelentette, hogy a részéről ennyi volt a versenyzés. De egy ügyvéd mellé állt, és egy volt sakkozóval karöltve egyengetni kezdték Bobby pályáját. Végigjárta a szamárlétrát, és végül eljutott a legendáig, Borisz Szpasszkijig. Azonban kikapott tőle, de Bobby nem adta fel, és tovább harcolt. A következő mérkőzés a két nagymester között Reykjavíkban volt, egy többmeccses bajnokság keretében, ahol az nyer, aki több pontot gyűjt a meccsek alatt. Azonban a párharc első mérkőzését ismét Szpasszkij nyerte, de a végén mégis Bobby örülhetett.
A film kitér Bobby személyiségfejlődésére is, megmutatja, hogy hogyan jutott el a paranoia legfelső határáig, egészen az őrület széléig. Ezenkívül az örült követeléseiről is képet kaphatunk, és mindezt a hidegháború kellős közepén, amikor az oroszok uralták a sakkot. Ezzel a felsőbbrendűségüket csillogtathatták, ami nem tetszett az amerikaiaknak, ezért képesek voltak Bobby minden követelését teljesíteni.

## Szereplők
- Tobey Maguire – Bobby Fischer (Joó Gábor)
- Liev Schreiber – Boris Spassky (Barabás Kiss Zoltán)
- Peter Sarsgaard – Bill Lombardy (Lux Ádám)
- Michael Stuhlbarg – Paul Marshall (Háda János)
- Lily Rabe – Joan Fischer
- Aiden Lovekamp – Fiatal Bobby Fischer